# Antonín Šimčík
Antonín Šimčík (* 19. srpna 1973, Uherské Hradiště) je muzeolog, historik a pedagog, odborník na problematiku kulturního dědictví, restaurování a řízení. Od roku 1993, kdy nastoupil na Slezskou univerzitu, působí v Opavě. Pracoval rovněž jako ředitel Slezského zemského muzea, či náměstek generálního ředitele Národního zemědělského muzea. V současné době působí jako ředitel pro strategické projekty ve společnosti BeePartner a.s. a jako jednatel firmy RESTORE fx s.r.o.

## Studium a akademická činnost
Vystudoval historii a muzeologii na Slezské univerzitě v Opavě. V roce 2003 absolvoval kurs „Mikrobieller Befall von Kunst- und Kulturgut“ na Hornemannově institutu (UNESCO) v Hildesheimu . Od roku 1999 vyučuje problematiku konzervace a restaurování muzejních sbírek na Slezské univerzitě v Opavě. Od roku 2018 působí externě na Akademii výtvarných umění v Praze. Publikačně se věnuje oblasti konzervace a restaurování, netoxické desinsekce, muzejnictví a ochrany kulturního dědictví. Má zkušenosti s řešením výzkumných grantových projektů.

## Profesní činnost
Od roku 2008 působil jako ředitel Slezského zemského muzea. Ministrem kultury Václavem Jehličkou byl jmenován na funkční období šesti let. Během tohoto období se podílel na systémové transformaci muzea, jeho modernizaci, rozvoji výzkumu a postupném zpřístupňování rekonstruovaných objektů. Nastavil řadu systémových opatření za účelem efektivního vynakládání veřejných prostředků. V tomto období se podařilo opravit řadu objektů v jednotlivých areálech. V Opavě je to například Palác Razumovských (Opava), Janotova vila či ikonická Historická výstavní budova Slezského zemského muzea, s inovativní dynamickou expozicí Slezsko. Se svým týmem se dále podílel na přípravě projektů a zajištění financování na rekonstrukci objektu Müllerův dům, centrálního depozitáře Thesaurus Silesiae a nový skleník J. G. Mendela pro Arboretum v Novém Dvoře. V roce 2014 překročila návštěvnost muzea 100 000 osob, což byl dvojnásobek původního počtu návštěvníků. Ve stejném roce, po vypršení mandátu, se tehdejší ministr kultury Daniel Herman rozhodl stávajícímu řediteli smlouvu neprodloužit.
Následně se v Národním zemědělském muzeu z pozice náměstka pro muzeologii, vědu a výzkum podílel na designování a realizaci koncepce transformace muzea „Oživení NZM 2015–2018“. Vedle modernizace odborných agend participoval na proměně hlavní výstavní budovy v Praze na Letné a řadě dalších projektů, např. vybudování nové pobočky NZM v Ostravě v areálu Dolní oblasti Vítkovic a nového provozně nízkonákladového depozitáře NZM v Čáslavi.
Od roku 2015 působí ve společnosti BeePartner a.s., kterou spoluzakládal. Specializuje se na problematiku kulturní infrastruktury a strategické projekty. K nejzajímavějším projektům, které designoval, či inicioval patří renovace vlaku Slovenská strela, vytvoření nového Muzeum nákladních automobilů Tatra, revitalizace objektu Kolonáda v Luhačovicích, památník na Ploštině nebo revitalizace výklopníku a mlýnice v DOV.
V roce 2020 založil startup RESTORE fx s.r.o., zabývající se vývojem a aplikací udržitelných inovací pro oblast muzeí a ochrany kulturního dědictví.

## Členství v odborných radách
- Národní muzeum v přírodě;
- Národní zemědělské muzeum;
- Národní památkový ústav ÚOP Ostrava;
- Muzeum – redakční rada (vydavatel Národní muzeum)